# Замок Смальгольм, или Иванов вечер
«Замок Смальгольм, или Иванов вечер» (англ. The Eve of St. John) — баллада Вальтера Скотта, написанная в 1800 году и опубликованная в 1803 году, в составе «Песен шотландской границы». В 1822 году Василий Жуковский создал вольный перевод баллады на русский язык, который считается одним из лучших его произведений.

## Сюжет
Действие баллады происходит в Шотландии в XVI веке. В тексте упоминаются существовавший в действительности замок Смальгольм на юге страны и битва при Анкраммуре между шотландцами и англичанами, которая произошла в 1545 году. Барон Смальгольм уезжает из замка в полном вооружении, а через три дня возвращается в изрубленных доспехах и с окровавленным топором. Паж рассказывает ему, что баронесса по ночам тайно встречалась с неким Ричардом Кольдингамом, который пообещал прийти к ней в спальню в ближайшую ночь, накануне Иванова дня. Барон отказывается в это верить: по его словам, он убил Кольдингама три дня назад, и по тому теперь служат панихиды. Однако ночью Ричард и в самом деле приходит. Он говорит баронессе, что был убит обманутым мужем и теперь не может найти покой, так как «беззаконная любовь» — тяжёлый грех. Кольдингам уходит, на руке женщины остаётся неизгладимая печать после его прикосновения. Позже и барон, и его супруга уходят в монастырь.

## Создание и публикация

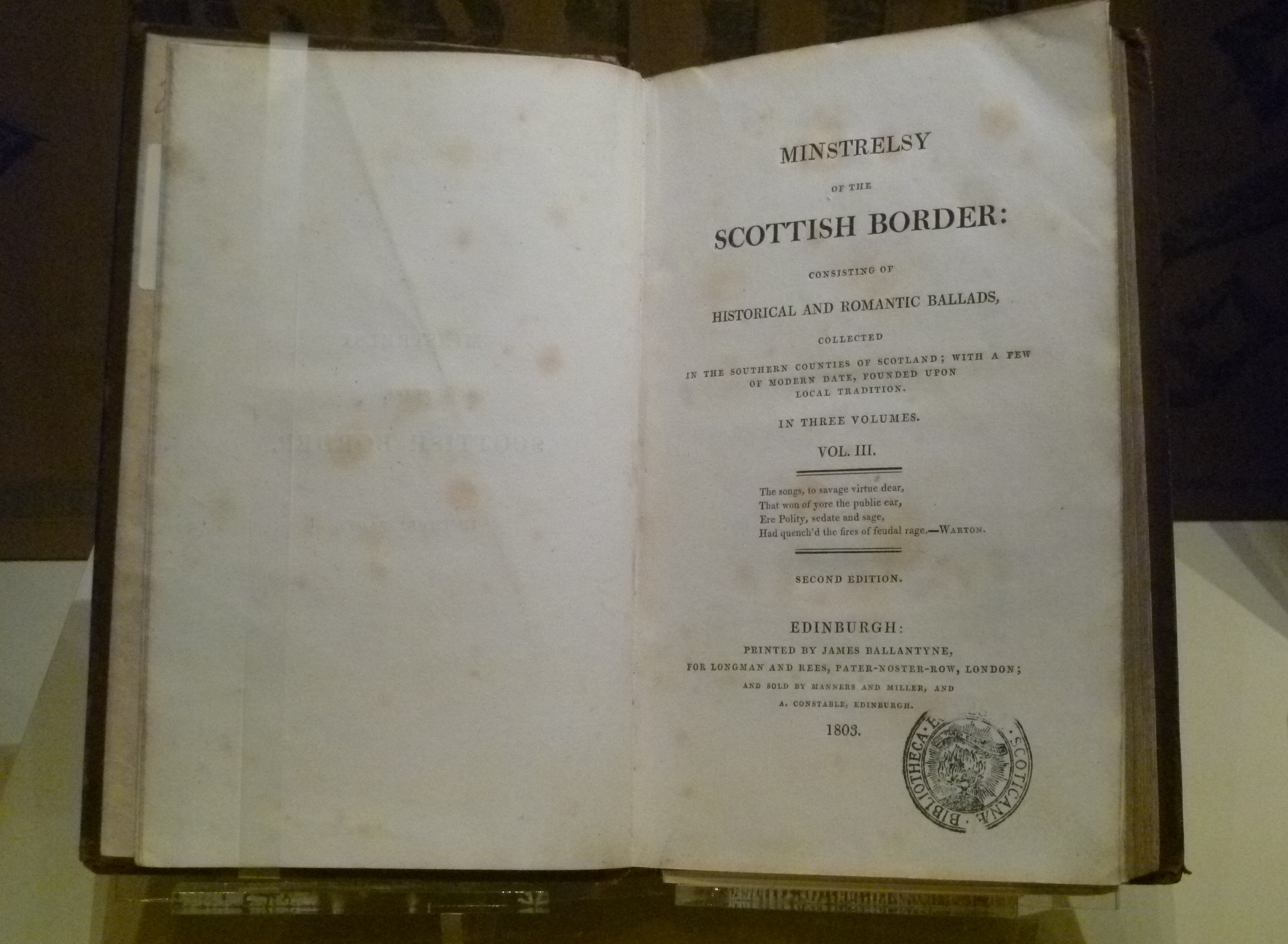
«Песни шотландской границы», Национальный музей Шотландии.

Вальтер Скотт написал балладу в 1800 году, назвав её «Канун святого Иоанна» (англ. The Eve of St. John). Это стихотворение было включено в третий том «Песен шотландской границы», опубликованный в 1803 году. Автор сопроводил балладу обширным историческим комментарием. Литературоведы отмечают, что в этом произведении, как и в других балладах Скотта, сочетаются историческая основа, характерная для романтизма декоративная фантастичность и напряжённая интрига. Детали сюжета намеренно оставлены непрояснёнными; таким образом автор пытался показать народные взгляды на историю как на сложный и даже непознаваемый процесс.

## История русского перевода
В 1822 году Василий Жуковский создал вольный перевод баллады на русский язык. Стихотворение получило название «Замок Смальгольм, или Иванов вечер», переводчик убрал подробные описания доспехов и в целом ослабил историческую составляющую баллады, но усилил её лирическое начало. Первая публикация состоялась только спустя два года из-за проблем с цензурой. Сочетание тем супружеской неверности и Рождества Иоанна Предтечи (накануне как раз этого дня баронесса назначает свидание своему любовнику) цензоры сочли кощунственным. От Жуковского потребовали убрать из текста упоминания христианских обрядов (в частности, панихиды), заменить Иванов день на никогда не существовавший «Дунканов день», уточнить, что барон и его жена ушли в монастырь из-за раскаяния. Поэт пожаловался на цензоров обер-прокурору Синода, и в конце концов стороны достигли компромисса. Баллада была опубликована под новыми названиями: «Замок Смальгольм. Шотландская сказка» (в журнале «Соревнователь просвещения и благотворения») и «Дунканов вечер. Шотландская сказка» (в журнале «Новости литературы»). Жуковскому пришлось добавить нравоучительный комментарий, который, правда, получился достаточно ироничным.
Современники высоко оценили эту балладу. Пушкин в «Путешествии из Москвы в Петербург» назвал её «славной», Белинский написал, что «по языку это одно из удивительнейших произведений Жуковского».